# Ivonei
Ivonei Junior da Silva Rabelo (Rondonópolis, 16 aprile 2002) è un calciatore brasiliano, centrocampista dell'Al-Bataeh.

## Caratteristiche tecniche
È un trequartista molto dinamico e tecnico che tende ad abbassarsi per costruire l'azione a centrocampo. Dotato di visione di gioco periferica e di buone capacità balistiche, sa rendersi pericoloso anche dalla lunga distanza

## Carriera
Nato a Rondonópolis, ha mosso i primi passi nel mondo del calcio nel settore giovanile del Vila Aurora, dove è rimasto fino al 2013 quando è stato acquistato dal Santos. Il 2 ottobre 2018 ha firmato il suo primo contratto professionistico con il club bianconero e nel giugno 2020 è stato promosso in prima squadra dal tecnico Jesualdo Ferreira.
Ha debuttato il 13 agosto seguente sostituendo Alison nel secondo tempo dell'incontro del Brasileirão perso 2-0 contro il Santos.

## Statistiche
Statistiche aggiornate all'8 ottobre 2020.

### Presenze e reti nei club
| Stagione        | Squadra         | Campionato      | Campionato | Campionato | Coppe nazionali | Coppe nazionali | Coppe nazionali | Coppe continentali | Coppe continentali | Coppe continentali | Altre coppe | Altre coppe | Altre coppe | Totale | Totale | Totale |
| Stagione        | Squadra         | Comp            | Pres       | Reti       | Comp            | Pres            | Reti            | Comp               | Pres               | Reti               | Comp        | Pres        | Reti        | Pres   | Reti   |        |
| --------------- | --------------- | --------------- | ---------- | ---------- | --------------- | --------------- | --------------- | ------------------ | ------------------ | ------------------ | ----------- | ----------- | ----------- | ------ | ------ | ------ |
| 2020            | Santos          | A1/SP+A         | 0+5        | 0          | CB              | 0               | 0               | CL                 | 1                  | 0                  |             | -           | -           | 5      | 0      |        |
| Totale carriera | Totale carriera | Totale carriera | 5          | 0          |                 | 0               | 0               |                    | 1                  | 0                  |             | -           | -           | 6      | 0      |        |